# Ravenglass and Eskdale Railway
Le Ravenglass and Eskdale Railway est un chemin de fer historique à faible écartement situé en Cumbria, en Angleterre. La ligne de 11,3 kilomètres, établie à l’écartement de 15 pouces (381 mm) va de Ravenglass à la gare de Dalegarth, située près de Boot, Cumbria (en) dans la vallée d'Eskdale, dans le Lake District. À Ravenglass, la ligne est en correspondance avec la Cumbrian Coast line (en).

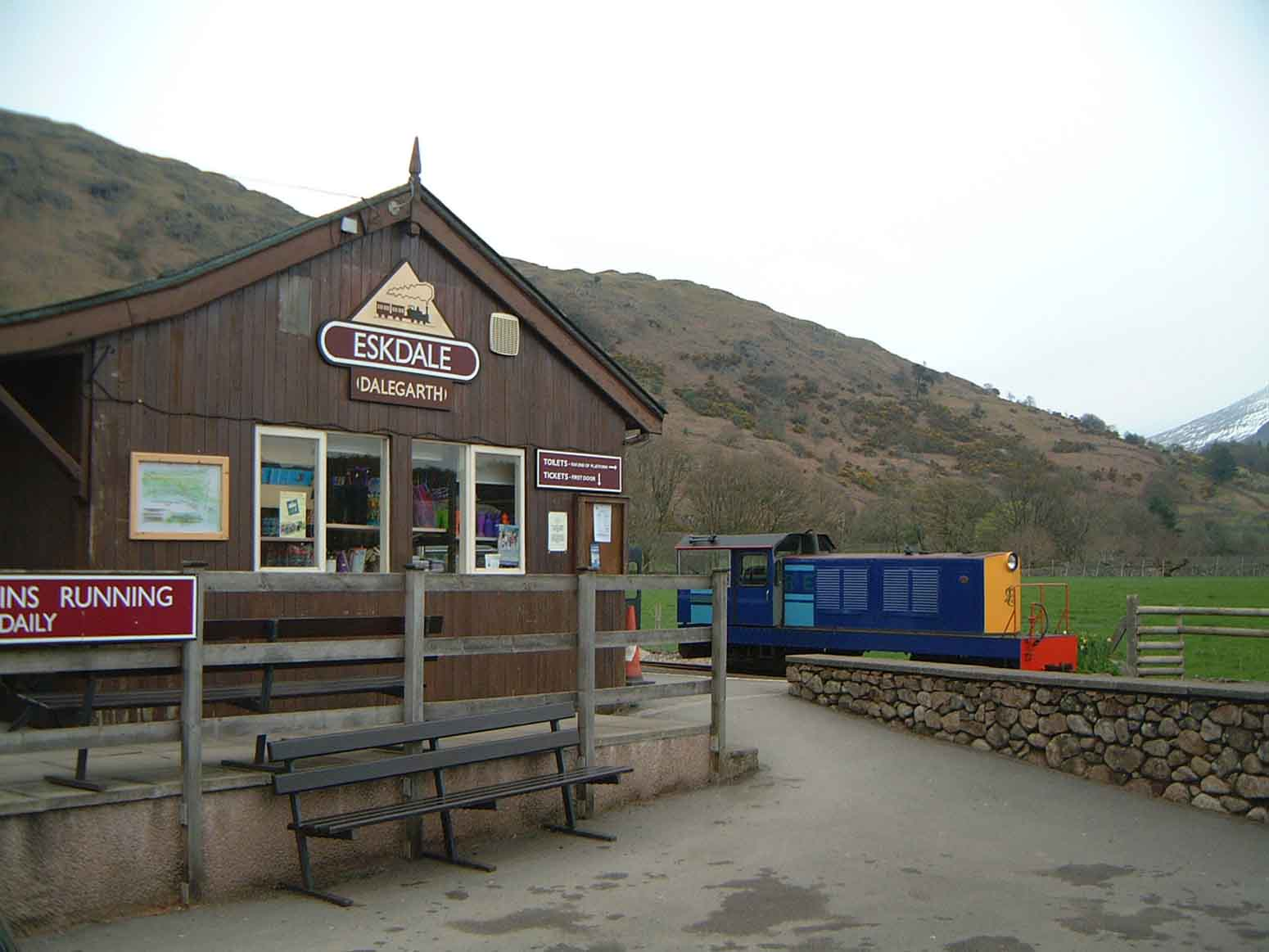
L'ancien bâtiment de la gare de Dalegarth près de Boot, avec la locomotive diesel construite par le Ravenglass Lady Wakefield

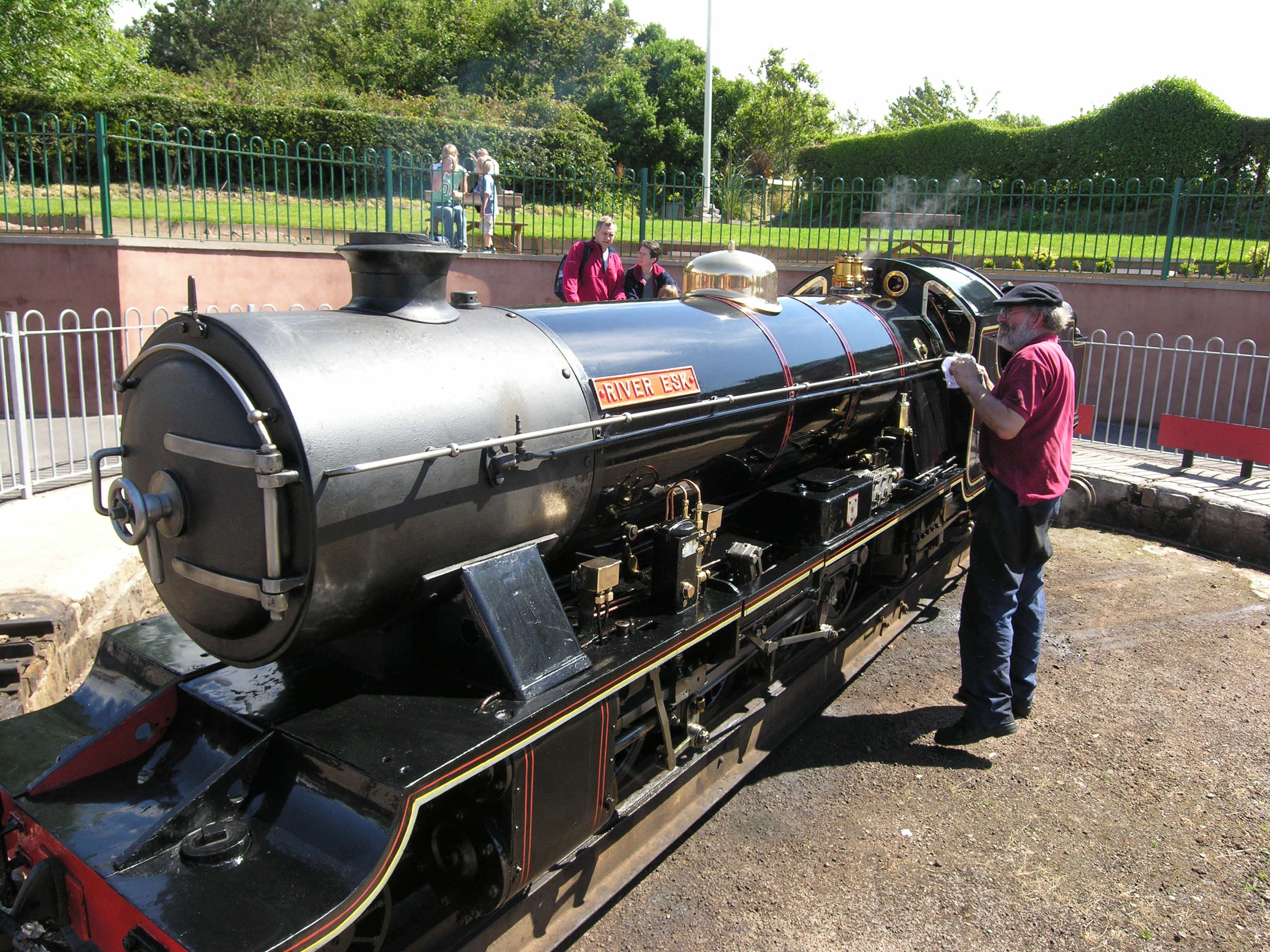
River Esk, avec son chauffeur, Peter van Zeller, sur la plaque tournante de la station Ravenglass

Les stations intermédiaires et les arrêts sont à Muncaster Mill, Miteside, Murthwaite, Irton Road, The Green, Fisherground et Beckfoot. Le chemin de fer appartient à une société privée et est soutenu par une société de préservation. La locomotive la plus ancienne est la River Irt, dont certaines parties datent de 1894, tandis que la plus récente est la Douglas Ferreira une locomotive diesel-hydraulique, construite en 2005.
La ligne est connue localement sous le nom de La'al Ratty ; la ligne précédente, à l'écartement de Trois pieds (914 mm) était nommée Owd Ratty .
Les attractions à proximité incluent : les thermes romains de Ravenglass ; le fort romain de Hardknott, connu des Romains sous le nom de Mediobogdum, au pied du col de Hardknott ; les moulins à eau de Boot et Muncaster ; et le château de Muncaster, la demeure de la famille Pennington depuis 1208.

## Histoire

### Chemin de fer d'origine
Le Ravenglass and Eskdale Railway est à l'origine une ligne à l'écartement de trois pieds, ouverte le 24 mai 1875 pour transporter le minerai de fer hématique produit par trois mines situées à proximité et autour du village de Boot jusqu'à la ligne à écartement standard du chemin de fer de Furness (en) à Ravenglass,.
Au début des années 1880, un tramway est construit entre Beckfoot et une autre mine, située à Gill Force.
Il y a déjà eu un différend au sujet de l'écartement auquel le chemin de fer a été construit. Il est indiqué comme était à trois pieds dans les archives, mais il est cité comme à l'écartement de 2 pieds et 9 pouces dans certains livres comme l'ABC of Narrow Gauge Railways. Ce chiffre a été retenu pendant de nombreuses années jusqu'à ce que la société exploitant actuellement le Ravenglass découvre une traverse datant d'avant la fermeture de la ligne d'origine, où les espacements entre les trous faits par des crampons de voie confirmant que l'écartement le plus large. La confusion provient probablement du fait que la ligne a été construite sous la condition qu'elle était « d'un gabarit d'au moins 2' 9" ».
À la suite des demandes des habitants de la vallée pour un service de passagers, le chemin de fer a été modernisé pour répondre aux normes minimales de la Chambre de commerce, et les premiers trains de voyageurs ont circulé en novembre 1876,. C'était le premier chemin de fer public à voie étroite en Angleterre. Cependant, le coût de la modernisation de la ligne pour les passagers a laissé la compagnie ferroviaire avec des dettes importantes, qu'elle n'a pas été en mesure de rembourser. La société a été contrainte de se déclarer en faillite en 1877 ; les trains continuent de circuler sous le contrôle d'une série de récepteurs. Par ailleurs, toutes les mines de minerai de fer sauf une ont fermé dans les 10 ans suivant l'ouverture du chemin de fer, et il n'y avait pas assez de trafic provenant d'autres sources (marchandises locales et passagers des villages et des fermes de la vallée) pour que le chemin de fer se maintienne. Par la suite, le chemin de fer est devenu populaire auprès des touristes estivaux, mais cela n'a pas suffi à compenser les coûts de fonctionnement de la ligne. L'horaire de l'été 1898 du Furness indique cinq trains en semaine le long de la ligne et trois le dimanche .
En 1905, un train de voyageurs déraille à Murthwaite en raison d'une locomotive défectueuse et d'une voie défectueuse. En 1908, la voie ferrée était en si mauvais état qu'elle est déclarée dangereuse pour les passagers par le Board of Trade. Le chemin de fer fermé aux passagers cette année-là. Les trains de marchandises ont continué à circuler tandis que des tentatives pour lever des font sont entreprises, sans succès. Le chemin de fer ferme complètement en avril 1913.

### Conversion à l'écartement de 15 pouces
En 1915, le chemin de fer abandonné a été repris par le fabricant de modèles réduits  ferroviaires Wenman Joseph Bassett-Lowke et son partenaire commercial Robert Proctor-Mitchel. Ils convertissent la ligne à l'écartement étroit de 15 pouces. Le premier train circule sur cette ligne le 28 août 1915, jusqu'à Muncaster Mill. En 1917, toute la ligne est convertie et les trains circulent jusqu'à Boot. Cependant, les pentes sur la dernière section de la ligne s'avèrent trop raides pour les petites locomotives, et le terminus du chemin de fer est ramené à Beckfoot en 1918. Au départ, les trains sont tractés par la locomotive Atlantic Sans Pareil construite par Bassett-Lowke à l'échelle 1:4. Elle est ensuite rejointe par une autre locomotive Bassett-Lowke, la Colossus (identique à la Sans Pareil, mais en version Pacific), ainsi que deux autres locomotives et du matériel roulant provenant du chemin de fer de Duffield Bank (en) de Sir Arthur Heywood, une locomotive-tender 0-3-0 nommée Ella et une locomotive-tender 0-4-0, Muriel ; pour cette dernière, son chassis et son train de roues ont été reconstruits sous le nom de River Irt. Une autre locomotive appartenant à Heywood, une locomotive-tender 0-2-0 nommée Katie est acquise par le chemin de fer du Eaton Hall dans le Cheshire, tandis qu'une autre locomotive 2-3-1, Sir Aubrey Brocklebank, est construite pour le chemin de fer et nommée après le nom du financeur principal du Ravenglass.
En plus des passagers, la ligne transporte des marchandises et du courrier à destination et en provenance de la vallée. En 1922, une carrière de granit est ouverte à Beckfoot et le chemin de fer est utilisé pour transporter le granit entre Beckfoot Quarry et une usine de concassage située à Murthwaite. À partir de 1929, la voie entre Murthwaite et Ravenglass est convertie à double écartement, avec la voie à l'écartement standard encadrant la voie étroite. Une locomotive diesel est acquise en 1929 pour manœuvrer cette section de ligne.
Au milieu des années 1920, le chemin de fer est repris par Sir Aubrey Brocklebank, un riche armateur voisin, vivant à Irton Hall, et qui possédait également la carrière de Beckfoot. Sous sa propriété, la ligne subit un certain nombre de changements. En 1926, la ligne est prolongée le long du tracé de l'ancien tramway Gill Force jusqu'à son terminus actuel à la gare de Dalegarth. De grandes sections de la ligne sont refaites grâce à des rails achetés au surplus des chemins de fer légers de la Première Guerre mondiale, et le tracé de la ligne est réaligné à plusieurs endroits pour supprimer certaines des pentes les plus raides et des courbes trop serrées.
La gare de Ravenglass est reconstruite pour mieux gérer le nombre croissant de passagers, et de nouvelles locomotives à vapeur et diesel sont achetées pour faire fonctionner la ligne, y compris River Esk (construite en 1923), alors que les anciennes locomotives sont soit retirées, soit reconstruites (Muriel devant River Irt, par exemple), ou est utilisé pour construire de nouvelles locomotives (par exemple la première River Mite). Après la mort de Sir Aubrey en 1929, le contrôle du chemin de fer passe entre les mains de ses partenaires commerciaux, qui n'avaient pas l'intérêt que Sir Aubrey avait pour le lieu, et aucun autre investissement n'est fait, autre que ce qui était nécessaire pour l'entretien essentiel.
Lorsque la Seconde Guerre mondiale éclate en 1939, les trains de voyageurs ont été suspendus pendant toute la durée du conflit et les locomotives à vapeur ont été mises sous cocon. Les trains de granit continuent de circuler pour soutenir l'effort de guerre. En 1946, les trains de voyageurs recommencent à circuler en utilisant l'un des diesels, River Irt étant remise en service en 1947. River Esk n'a été remis en service qu'au début des années 1950, alors que la première River Mite avait été définitivement retirée et démantelée.
En 1949, le dernier des partenaires commerciaux de Sir Aubrey meurt et le chemin de fer est vendu à la Keswick Granite Company, qui voulait prendre le contrôle du côté carrière de l'entreprise. Cependant, en raison du manque d'investissement depuis les années 1920, une grande partie de l'équipement de la carrière et de l'usine de concassage était trop usé et devait être remplacé. Plutôt que de faire l'investissement requis, Keswick Granite choisit de fermer la carrière en 1953, mais maintient les trains de voyageurs en marche pendant les mois d'été. À partir de 1958, des tentatives sont faites pour vendre la ligne en tant qu'entreprise en activité, mais le prix demandé est élevé. Enfin, en 1960, Keswick Granite annonce que le chemin de fer sera vendu aux enchères en septembre de la même année,. Il est également annoncé que si aucun acheteur ne pouvait être trouvé pour la ligne dans son ensemble, le chemin de fer serait fermé et vendu en 60 lots distincts.

### Préservation
Les habitants et les passionnés de chemin de fer forment la Ravenglass and Eskdale Railway Preservation Society pour sauver la ligne, avec le soutien financier de Sir Wavell Wakefield, député de Marylebone et propriétaire des Ullswater Steamers, et de Colin Gilbert, agent de change. Ces efforts sont couronnés de succès et, lors de la vente aux enchères de septembre 1960, la société remporte les enchères et sauve le chemin de fer de la fermeture. Le contrôle du chemin de fer passe à une nouvelle société privée, qui bénéficie du soutien de la société de préservation, un arrangement qui est toujours en place,.
Lorsque les nouveaux propriétaires prennent le contrôle du chemin de fer en 1961, le chemin de fer est en mauvais état, souffrant du manque d'investissement depuis la fin des années 1920. Il n'y avait que deux locomotives à vapeur, la River Esk et la River Irt, toutes deux bien usées et nécessitant des révisions. Pour permettre des circulations nombreuses, la société de préservation lève des fonds pour construire une troisième locomotive à vapeur. River Mite (second du nom, en configuration 1-4-1) entre en service en 1967 et, bien qu'appartenant à la société, est depuis prêtée à titre permanent à l'entreprise. Les deux locomotives à vapeur historiques seront reconstruites avec de nouvelles chaudières et tenders dans les années 1960 et 1970.
En 1968, la mort de Colin Gilbert a conduit la compagnie ferroviaire à devenir la propriété de Sir Wavell Wakefield, qui, à ce stade, était devenu Lord Wakefield de Kendal. Au début des années 1970, il est devenu évident que, avec l'augmentation des passagers, une autre locomotive était nécessaire. Cette fois, l'entreprise construit la locomotive par elle-même. La Northern Rock ( type 1-3-1) est terminé à temps pour les célébrations du centenaire en 1976. Un autre ajout est fait en 1980, lorsque la société construit la locomotive diesel BB Lady Wakefield,.
Les autres locomotives importantes incluent :
- la Bonnie Dundee, construite en 1900 en tant que locomotive-tender à voie de deux pieds, donnée ensuite au Ravenglass par un membre. Convertie à l'écartement de 15 pouces, elle est par la suite convertie de locomotive-tender à locomotive avec tender séparé.
- Synolda, une jumelle de la loco Sans Pareil. Construite en 1912, elle est sauvée du zoo de Belle Vue en 1978
- Shelagh d'Eskdale, un diesel en configuration 1-3-1, construit en 1969 en incorporant des pièces de la locomotive de Heywood Ella ;
- Perkins, une locomotive 0-2-2 diesel-électrique, qui a commencé comme un locotracteur de carrière avant d'être reconstruite comme une reproduction de locomotive à vapeur Passenger Tractor, puis à nouveau en 1984 sous sa forme actuelle.
- Douglas Ferreira, une locomotive diesel BB construite en 2005 et nommée d'après le directeur général du R&ER de 1961 à 1994.
- L'ajout le plus récent à la flotte de locomotives est 'Whillan Beck', une loco tender 2-3-1 construite par Krauss à Munich en 1929, et entrée en service sur le Ravenglass en 2018.

Depuis les années 1960, l'état du chemin de fer s'est considérablement amélioré et les visiteurs ont augmenté. La plupart des travaux de reconstruction du chemin de fer ont été supervisés par Douglas Ferreira, qui en a été le directeur général entre 1961 et 1994. Aujourd'hui, il y a 120 000 passagers chaque année avec jusqu'à 16 trains par jour en été. Les trains circulent la majeure partie de l'année, le chemin de fer n'est fermé qu'en janvier.
En octobre 1998, les locomotives du chemin de fer River Mite, Northern Rock et Cyril sont emmenées en Allemagne pour rouler sur le chemin de fer du parc de Dresde (de), un ancien Pioniereisenbahn présentant des locomotives construites par Krauss. En 2016, le R&ER se porte acquéreur d'une locomotive construite par Krauss en 1929 pour l'exposition ibéro-américaine de Séville, en Espagne. Depuis son arrivée sur le Ravenglass, cette locomotive porte le nom de Whillan Beck,.
Début 2020, le chemin de fer a été contraint de suspendre temporairement tous les trains en raison de la pandémie de COVID-19 et du verrouillage ultérieur à l'échelle du Royaume-Uni. C'était la première fois depuis la Seconde Guerre mondiale que des trains de voyageurs étaient suspendus de force pendant une période aussi prolongée. À la suite de l'assouplissement des restrictions de confinement en juillet 2020, les trains de voyageurs ont repris le 30 juillet.

### Gilbert's Cutting
Après avoir passé Spout House Farm, la ligne atteint Gilbert's Cutting, la tranchée de Gilbert. Jusqu'en 1964, les trains étaient obligés de suivre une courbe prononcée le long d'un contour afin d'éviter les fortes pentes. En utilisant de la gélignite pour faire exploser la roche, la tranchée est construite avec un rayon de 91 mètres pour 3 mètres de large. Le granit rose d'Eskdale est visible sur la courbe intérieure. Sa construction a atténué la courbe prononcée à Holling Head, d'un rayon de 44 mètres, qui a causé une usure excessive des locomotives et de la voie. 3 000 tonnes de roche et de terre sont enlevées et environ 200 mètres de voie ont été refaits. En déviant la ligne par la nouvelle tranchée, la longueur de la ligne est raccourcie d'un peu plus de 25 mètres.
Le vendredi 27 mars 1964, le train de 11h20 en provenance de Ravenglass tracté par RIver Irt et conduit par le directeur général de la Compagnie des chemins de fer Colin Gilbert, s'arrête à l'entrée ouest de la tranchée. Patrick Satow, président de la Ravenglass and Eskdale Railway Preservation Society, qui voyageait dans la cabine avec Gilbert et Postlethwaite, le propriétaire foncier, coupe le ruban et nomme officiellement la tranchée « Gilbert's Cutting » en l'honneur de Colin Gilbert.

## Opérations actuelles

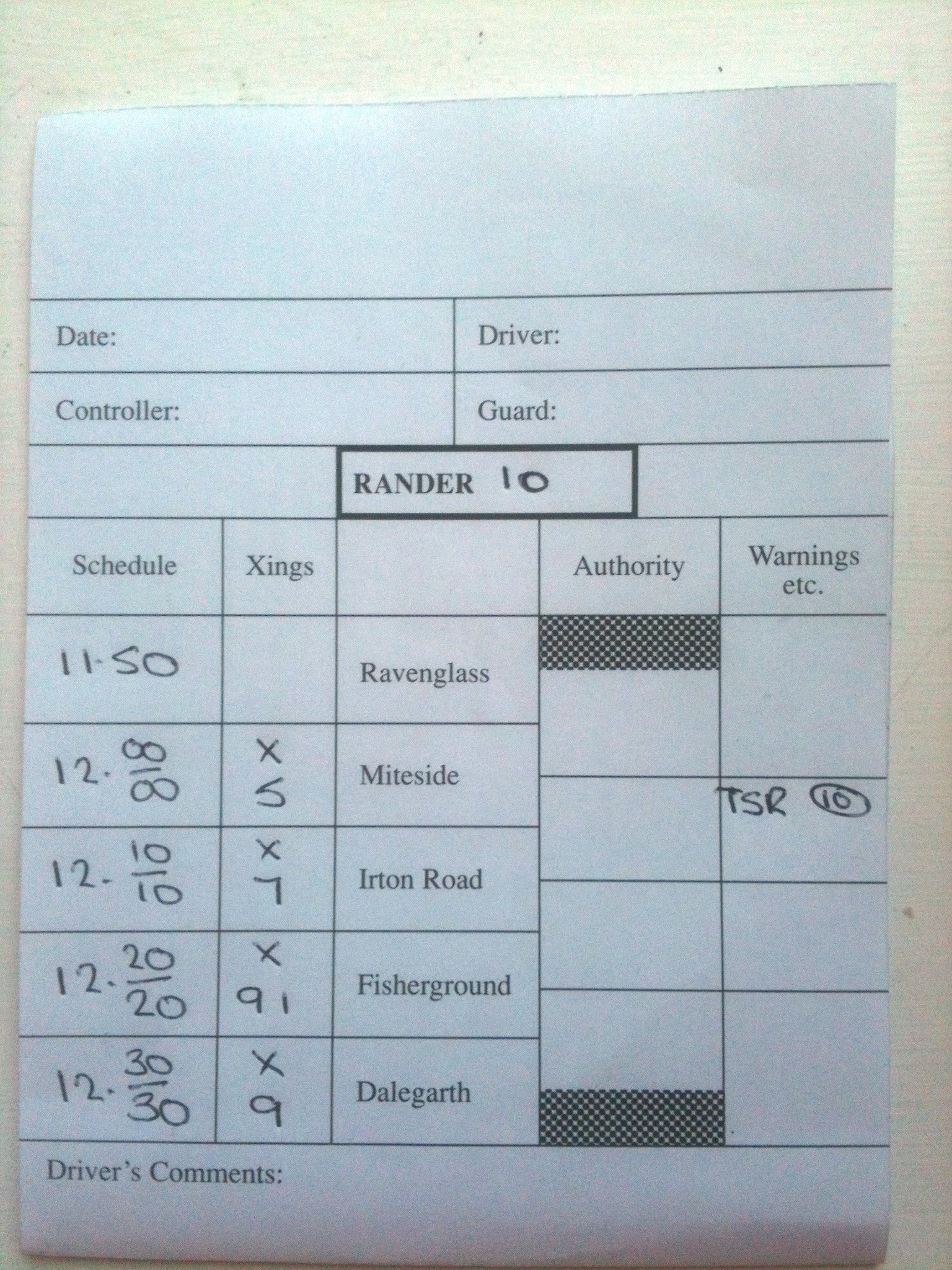
Un panneau RANDER, délivré au conducteur et au contrôleur d'un train par le contrôleur de service.

Aujourd'hui, le chemin de fer est une attraction touristique populaire dans le Lake District, la majorité des passagers voyageant pendant les mois d'été. L'ensemble du trajet prend 40 minutes de terminus à terminus. Les passagers peuvent choisir entre des sièges ouverts et couverts, certaines voitures étant équipées de radiateurs pour les mois d'hiver. Les passagers handicapés et les vélos peuvent également être transportés par les trains. Les locomotives sont des modèles réduits de locomotives à voir normale, à l'échelle 1:3, et sont freinés à air à 50 psi. Il y a plus d'une centaine de bénévoles réguliers qui aident au fonctionnement du chemins de fer, notamment à la garde des trains, la manœuvre des wagons et à la vente de billets dans les principales gares intermédiaires le long du parcours.

### Système de signalisation

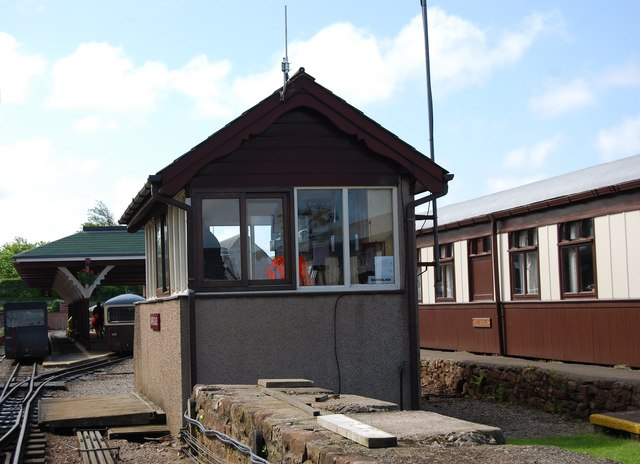
Poste de signalisation du, Ravenglass & Eskdale Railway

Le chemin de fer utilise le système de signalisation Radio Control Train Order. À l'extérieur de la gare de Ravenglass, la ligne est à voie unique avec des évitements à Miteside, Irton Road et Fisherground. Les trains fonctionnent par communication radio entre les conducteurs et le poste de signalisation de Ravenglass . Aux évitements et à la gare terminus, les conducteurs contactent le contrôleur, en utilisant le numéro de train présent sur la fiche "RANDER" (numéros pairs pour les trains ascendants et impairs pour les descendants), pour indiquer que le train se trouve sur l'évitement et a dégagé de la section de voie unique précédente. Pour quitter l'évitement, le conducteur contacte le contrôle pour obtenir l'autorisation d'entrer dans le prochain tronçon à voie unique. Aucun signal de type sémaphore n'est utilisé à l'extérieur de la gare de Ravenglass. Les aiguillages sur les évitements sont équipés de contre-poids bloquant une direction, ce qui signifie qu'aucune intervention humaine n'est requise et les aiguilles, talonnables, se réalignent automatiquement après le passage d'un train.
Les jours de pointe des mois d'été, deux trains partent à chaque extrémité de la ligne par heure. La capacité du chemin de fer permet un service à 20 minutes d'intervalle.

### Propriété
La compagnie de chemin de fer est en propriété commune avec Ullswater ' Vapeurers', une société qui organise des croisières sur le lac Ullswater dans la partie nord-est du Lake District. Les deux sociétés font partie du groupe Lake District Estates, qui possède également diverses propriétés touristiques dans la région et est contrôlé par les descendants de Lord Wakefield.

## Matériel roulant

### Locomotives
| No.    | Nom                      | Type                             | Wheels | Constructeur           | Construction | Arrivée    | Status                                                                                            |
| ------ | ------------------------ | -------------------------------- | ------ | ---------------------- | ------------ | ---------- | ------------------------------------------------------------------------------------------------- |
| 3      | River Irt                | Vapeur                           | 041    | Sir Arthur Heywood     | 1894         | 1917       | En service                                                                                        |
| 6      | Katie                    | Vapeur                           | 020T   | Sir Arthur Heywood     | 1896         | 1916, 1982 | Opérationnelle mais habituellement présentée au musée                                             |
| 7      | River Esk                | Vapeur                           | 141    | Davey Paxman & Co.     | 1923         | 1923       | En service                                                                                        |
| 9      | River Mite               | Vapeur                           | 141    | Clarkson & Sons        | 1966         | 1966       | En service                                                                                        |
| 10     | Northern Rock            | Vapeur                           | 131    | R&ER                   | 1976         | 1976       | En service                                                                                        |
| 11     | Bonnie Dundee            | Vapeur                           | 021    | Kerr Stuart            | 1900         | 1976       | En révision générale pour une éventuelle exploitation par le Cleethorpes Coast Light Railway (en) |
| 12     | Whillan Beck             | Vapeur                           | 231    | Krauss                 | 1929         | 2016       | En service                                                                                        |
| N/A    | Synolda                  | Vapeur                           | 221    | Bassett-Lowke          | 1912         | 1978       | En révision décennale                                                                             |
| N/A    | The Flower of the Forest | Vapeur                           | 011    | R&ER                   | 1985         | 1992       | Garée, non fonctionnelle                                                                          |
| N/A    | Greenbat                 | Batteries électriques            | B      | Greenwood &amp; Batley | 1957         | 1982       | Garée, non fonctionnelle                                                                          |
| ICL 1  | Bunny                    | Essence, transmission mécanique  | B-2    | Francis Theakston      | 1922         | 1922       | Présentée au musée                                                                                |
| ICL 5  | Quarryman                | Essence, transmission mécanique  | B      | Muir-Hill              | 1927         | 1927       | Opérationnelle mais habituellement présentée au musée                                             |
| ICL 4  | Perkins                  | Diesel, transmission mécanique   | B      | Muir-Hill              | 1929         | 1929       | En service                                                                                        |
| ICL 7  | Shelagh of Eskdale       | Diesel, transmission mécanique   | 131    | Severn-Lamb            | 1969         | 1969       | Au Romney, Hythe and Dymchurch Railway (en)                                                       |
| ICL 8  | Lady Wakefield           | Diesel, transmission mécanique   | BB     | R&ER                   | 1980         | 1980       | En service                                                                                        |
| ICL 9  | Cyril                    | Diesel, transmission mécanique   | B      | R.A. Lister            | 1932         | 1985       | Locomotive de manœuvres                                                                           |
| ICL 10 | Les                      | Diesel, transmission mécanique   | B      | R.A. Lister            | 1960         | 1999       | Locomotive d'atelier                                                                              |
| ICL 11 | Douglas Ferreira         | Diesel, transmission hydraulique | BB     | TMA Engineering        | 2005         | 2005       | En service                                                                                        |

River Mite, Whillan Beck et Douglas Ferreira ainsi que la voiture ouverte 287 appartiennent à la Ravenglass and Eskdale Railway Preservation Society et sont loués au chemin de fer.

### Voitures de passagers
Le stock de passagers opérationnel du chemin de fer comprend actuellement les éléments suivants (les numéros entre parenthèses sont leur immatriculation) :
- 7 voiture chauffées de 20 places (102 ; 110 ; 111 ; 113-115 ; 136)
- 2 voiture chauffées 18 places (106 ; 107)
- 1 voiture salon avec frein, chauffée, 14 places (112)
- 3 voitures de 20 places (119 ; 121 ; 122)
- 2 voitures frein de 14 places (104 ; 120)
- 1 voitures salon avec frein de 16 places (103)
- 1 grande voiture salon freinée, chauffée, 22 places (133)
- 1 grande voiture salon de 20 places, chauffée (130)
- 1 voiture PMR 17 places chauffé (118)
- 2 voiture PMR 19 places (123 ; 137)
- 7 voitures ouvertes de 20 places (101 ; 108 ; 109 ; 116 ; 117 ; 124 ; 125)
- 3 voitures ouvertes de 20 places, accessible PMR (127–129)
- 9 voitures ouvertes de 20 places (166 ; 169-469 ; 170-370 ; 387)
- 4 voitures ouvertes avec frein 18 places (271 ; 371 ; 199 ; 287)

### Autres véhicules

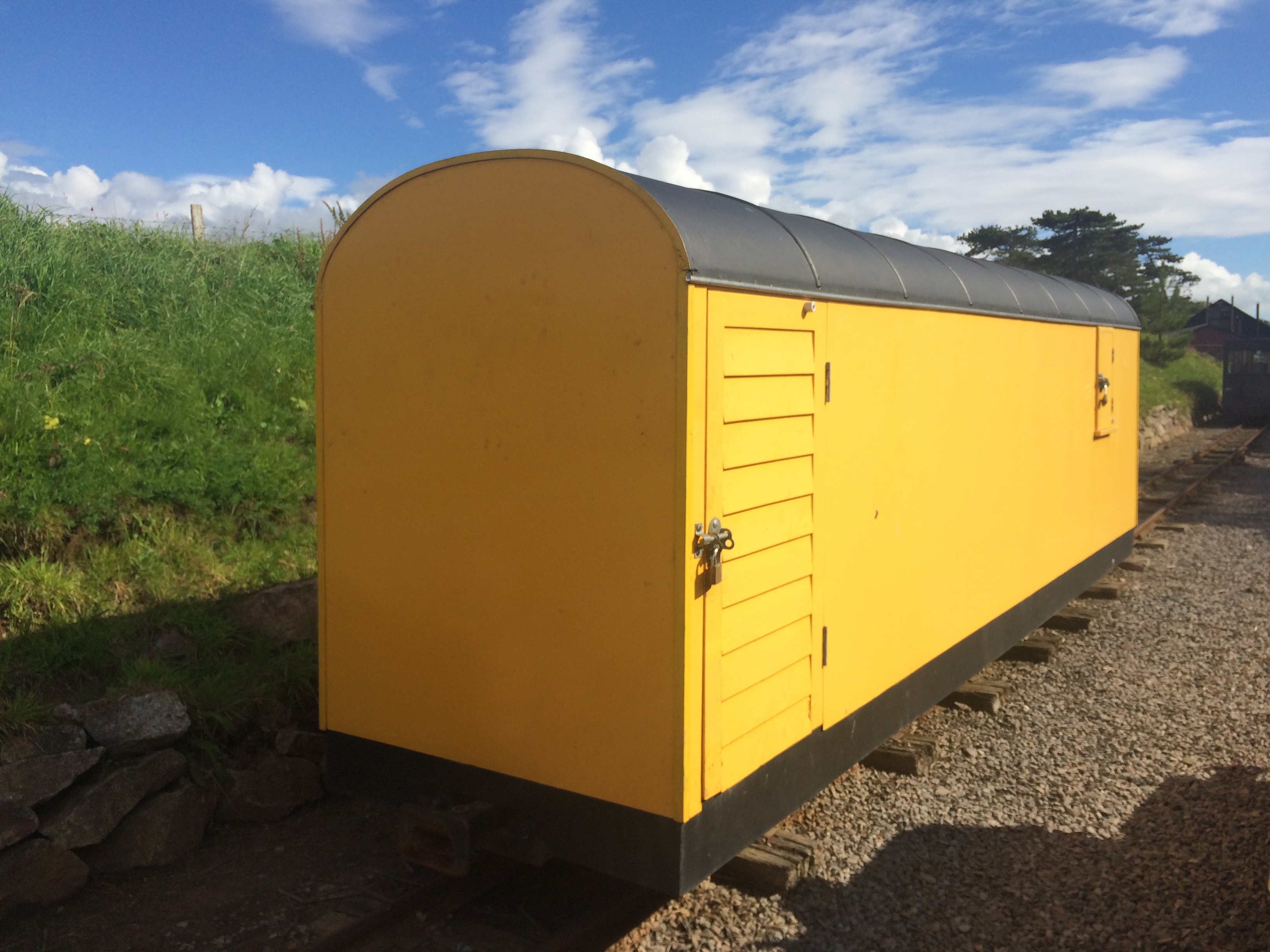
Un fourgon utilitaire à l'usage des ingénieurs.

Le service des voies utilise neuf wagons plats à deux essieux, dont huit ont des toits amovibles pour le transport du ballast, un wagon à deux essieux pour le pliage des rails, un wagon à bogie pour transporter le personnel, deux wagons plats à bogies, un fourgon utilitaire et une voiture salle à manger (n°105).

## La ligne dans la fiction
Le chemin de fer d'Arlesdale dans The Railway Series, romans du révérend Wilbert Awdry, est basé sur le Ravenglass and Eskdale Railway. Dans Small Railway Engines (1967), Awdry raconte une partie des vacances qu'il a passées à visiter le Ravenglass avec le révérend. Le chemin de fer d'Arlesdale était également le point central du roman Jock the New Engine, avec un incident inspiré d'un accident survenu sur le Ravenglass, lorsque la locomotive Perkins s'est écrasé à l'arrière d'un hangar.
Les locomotives du chemin de fer fictives suivantes sont chacune basées sur des locomotives Ravenglass : Bert, Rex, Mike et Jock sont les locomotives à vapeur River Irt, River Esk, River Mite et Northern Rock, tandis que les diesels Frank, Sigrid of Arlesdale et Blister 1 & 2 sont respectivement Cumbrians Perkins, Shelagh d'Eskdale et Cyril. Les gares d'Arlesdale Railway sont aussi visiblement basées sur celles de Ravenglass : Arlesburgh est Ravenglass, Ffarquhar Road est Muncaster Mill, Marthwaite est Irton Road, Arlesdale Green est Eskdale Green et Arlesdale est Dalegarth. Bert, Rex et Mike sont apparus pour la première fois dans la série télévisée Thomas & Friends dans l'épisode spécial Sodor's Legend of the Lost Treasure et sont apparus plus tard dans la saison 20.
La ligne est présentée dans The Plague Dogs de Richard Adams. Le chien, héros du livre, échappe à des parachutistes qui le recherchent en voyageant de Eskdale à Ravenglass dans un train vide.
Dans les deux premiers volets de la franchise RollerCoaster Tycoon, RollerCoaster Tycoon et RollerCoaster Tycoon 2, la locomotive de base du chemin de fer miniature est basé sur la locomotive n °10 Northern Rock .

### Sources
- C.R. Davey, Reflections of the Furness Railway, Barrow in Furness, Lakeland Heritage Books, 1984 (ISBN 978-0-9509926-0-0)
- Nigel Welbourn, Lost Lines: British Narrow Gauge, Shepperton, Ian Allan Publishing, 2000 (ISBN 978-0-7110-2742-8)